# Biblioteca Linda Hall
La Biblioteca Linda Hall es una institución cultural estadounidense sostenida por fondos privados. Organizada como biblioteca especializada en ciencias, ingeniería y tecnología, es una de las más importantes del mundo en su género. Está ubicada en Kansas City, Misuri, asentada "majestuosamente en el interior de un arboreto urbano de 5,6 hectáreas".
Es la "biblioteca pública de ciencia, ingeniería y tecnología más grande financiada de manera independiente en Norteamérica" y " con una colección de 500.000 libros, revistas y folletos convierten a esta biblioteca privada en una de las mayores bibliotecas científicas del mundo".

## Descripción
Establecida en 1946 por la iniciativa filantrópica de Linda (1859-1938) y de Herbert F. Hall (1858-1941), propietarios de la compañía agrícola Hall-Bartlett Grain Co., la biblioteca ha logrado reconocimiento y prestigio mundiales. Está abierta al público, tanto a investigadores individuales, como a instituciones académicas y compañías de Kansas City y de todo el mundo, que pueden consultar las extensas colecciones de la institución para sus trabajos.
Aunque no está afiliado a la vecina Universidad de Misuri-Kansas City, muchos estudiantes y profesores de la UMKC y otros colegios y universidades locales utilizan la biblioteca a diario.
El Teatro de Cosmología William N. Deramus III de la biblioteca muestra imágenes del cosmos procedentes de las misiones científicas del telescopio espacial Hubble y de la NASA. Estas imágenes se reciben a través de ViewSpace con actualizaciones diarias a través de Internet, proporcionando a la biblioteca nuevos contenidos para los visitantes.

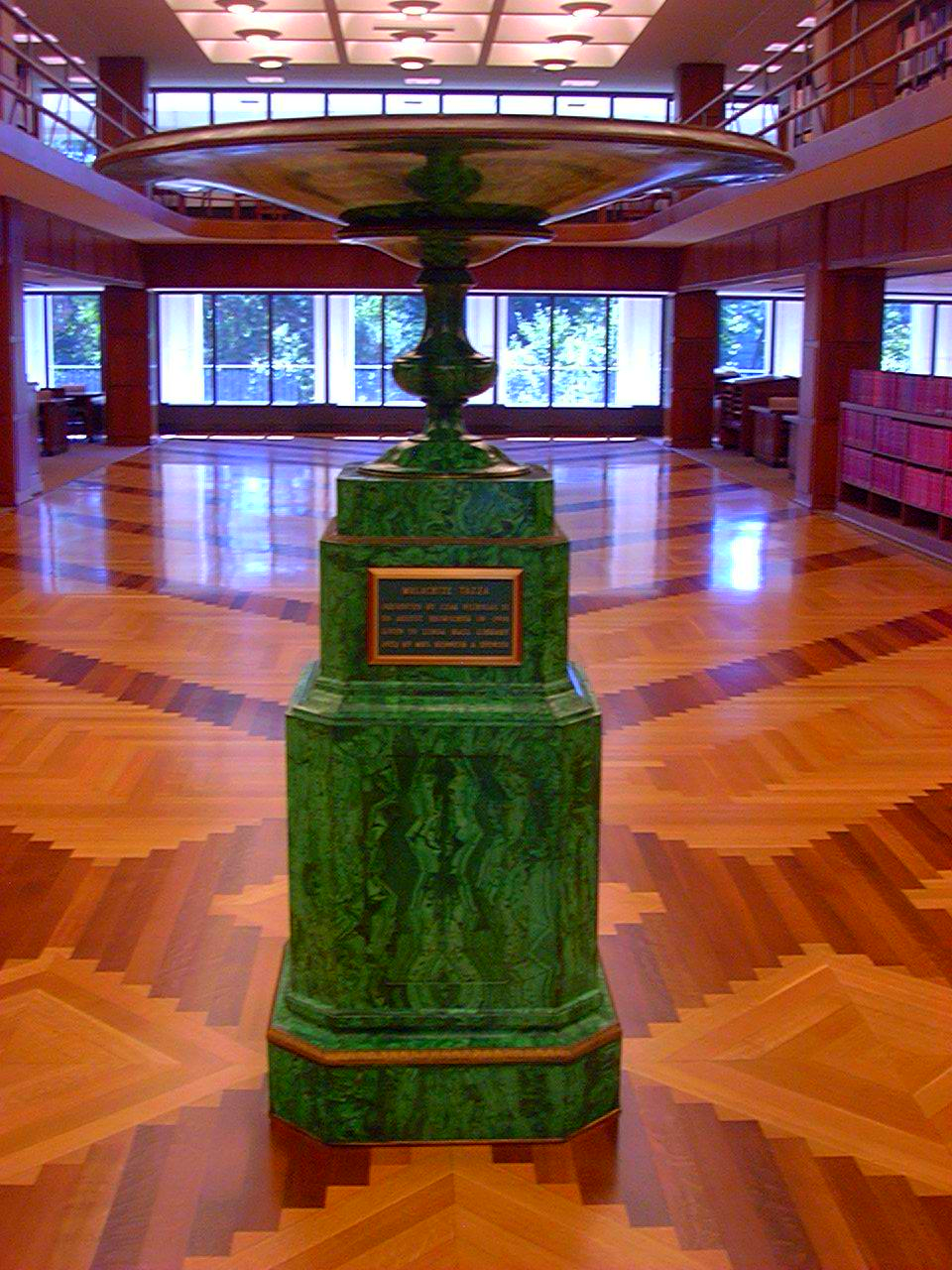
La Tazza, un regalo del Zar Nicolás II de Rusia al filántropo August Heckscher.

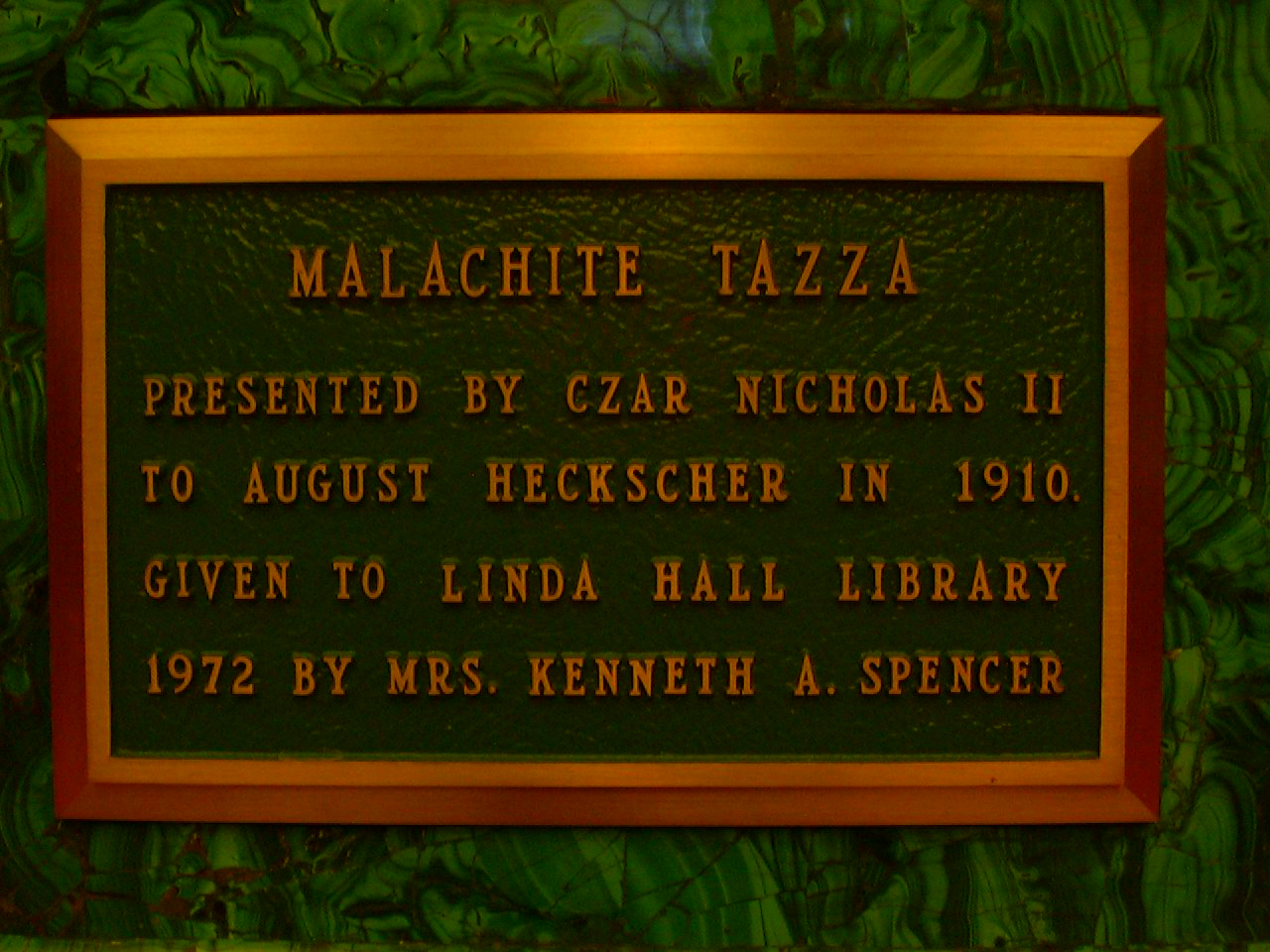
Placa de La Tazza

"La Tazza", una de las piezas más grandes de malaquita en América del Norte, se destaca como el punto focal en el centro de la sala de lectura principal, que cuenta con suelos de madera, paneles y estantes de roble, y ventanas grandes que dan al jardín sur.

## Colecciones
La colección de la biblioteca contiene más de 2 millones de artículos. Se estableció inicialmente mediante la compra de los 62.358 libros y otros artículos recopilados por John Adams antes de ser presidente, que habían pertenecido a la Academia Estadounidense de las Artes y las Ciencias. Incluía revista académicas, actas del Congreso actas académicas, obras de referencia, publicaciones gubernamentales y artículos técnicos, normativas industriales, documentación relativa a congresos de ingeniería, patentes estadounidenses y monografías.
En 1995, la Biblioteca de Sociedades de Ingeniería (ESL) se transfirió a la Biblioteca Linda Hall, lo que supuso una adquisición de importancia similar a la de la colección de la Academia, y mayor en términos de cantidad de volúmenes recibidos. La colección de la ESL agregó profundidad a las colecciones de revistas y monografías, que contienen publicaciones de muchas sociedades de ingeniería, incluyendo las de la Instituto Estadounidense de Aeronáutica y Astronáutica, la Sociedad Estadounidense de Ingenieros Civiles, el Instituto Estadounidense de Ingenieros Químicos, la Sociedad Estadounidense de Ingenieros Mecánicos, el Instituto Estadounidense de Minería, Metalurgia e Ingenieros del Petróleo y el Instituto de Ingenieros Eléctricos y Electrónicos.

## Colección de libros raros
La singular Colección de Historia de la Ciencia de la biblioteca contiene más de 10.000 volúmenes, incluidas las primeras ediciones de muchas obras de referencia de la ciencia y la tecnología. Algunos de los libros más antiguos de la colección datan del siglo XV.
Acceso en línea
Se puede acceder a una serie de obras en línea, que incluyen:
- Astronomicall Coniectur de Tycho Brahe (1632)
- Narratio Prima de Georg Joachim Rheticus
- Retratos de indios norteamericanos de George Catlin

Archivos
Los archivos contienen numerosos trabajos científicos importantes (muchos escritos en neolatín y otros idiomas), que incluyen:
- Georg Joachim Rheticus, Narratio Prima (Gdansk, 1540).
- Nicolás Copérnico, De revolutionibus orbium coelestium (Nuremberg, 1543).
- Leonhart Fuchs, De historia stirpium commentarii insignes (Basilea, 1542).
- Galileo Galilei, Sidereus nuncius (Venecia, 1610).
- Francis Bacon, Novum organum (Londres, 1620).
- Isaac Newton, Philosophiæ naturalis principia mathematica (Londres, 1687).
- Georges-Louis Leclerc de Buffon, Histoire Naturelle, générale et particulière, avec la description du Cabinet du Roi (París, 1749-1804).
- Charles Darwin, El origen de las especies (Londres, 1859).

## Jardines y arboreto

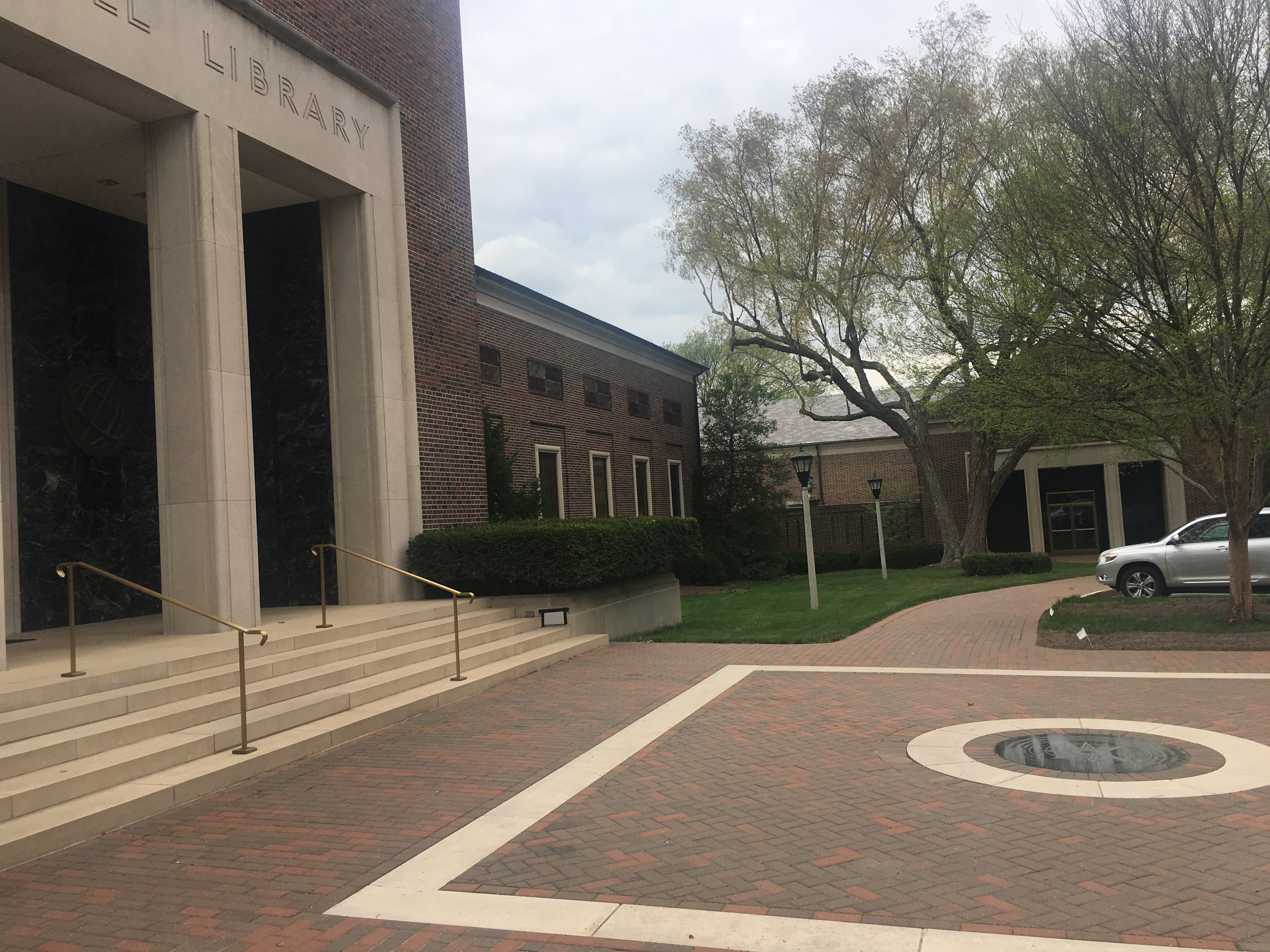
Entrada principal a la biblioteca

Los 56.000 m² de terreno que rodean la biblioteca son el hogar de más de 338 árboles que representan unos 52 géneros y 145 especies. El arboreto y los jardines se complementan con parterres de viburnum, peonías arbóreas y plantas nativas de Missouri. Siete árboles en la propiedad han sido designados como Gran Campeón de la Ciudad de Kansas y representan los especímenes más grandes de su especie en el área metropolitana: abedul dulce, carpe europeo, árbol del caucho robusto, castaño de flores dobles, haya púrpura de los ríos, magnolia de Yulan y magnolia de hoja de anís.